# Sampo Rosenlew 3085 Superior

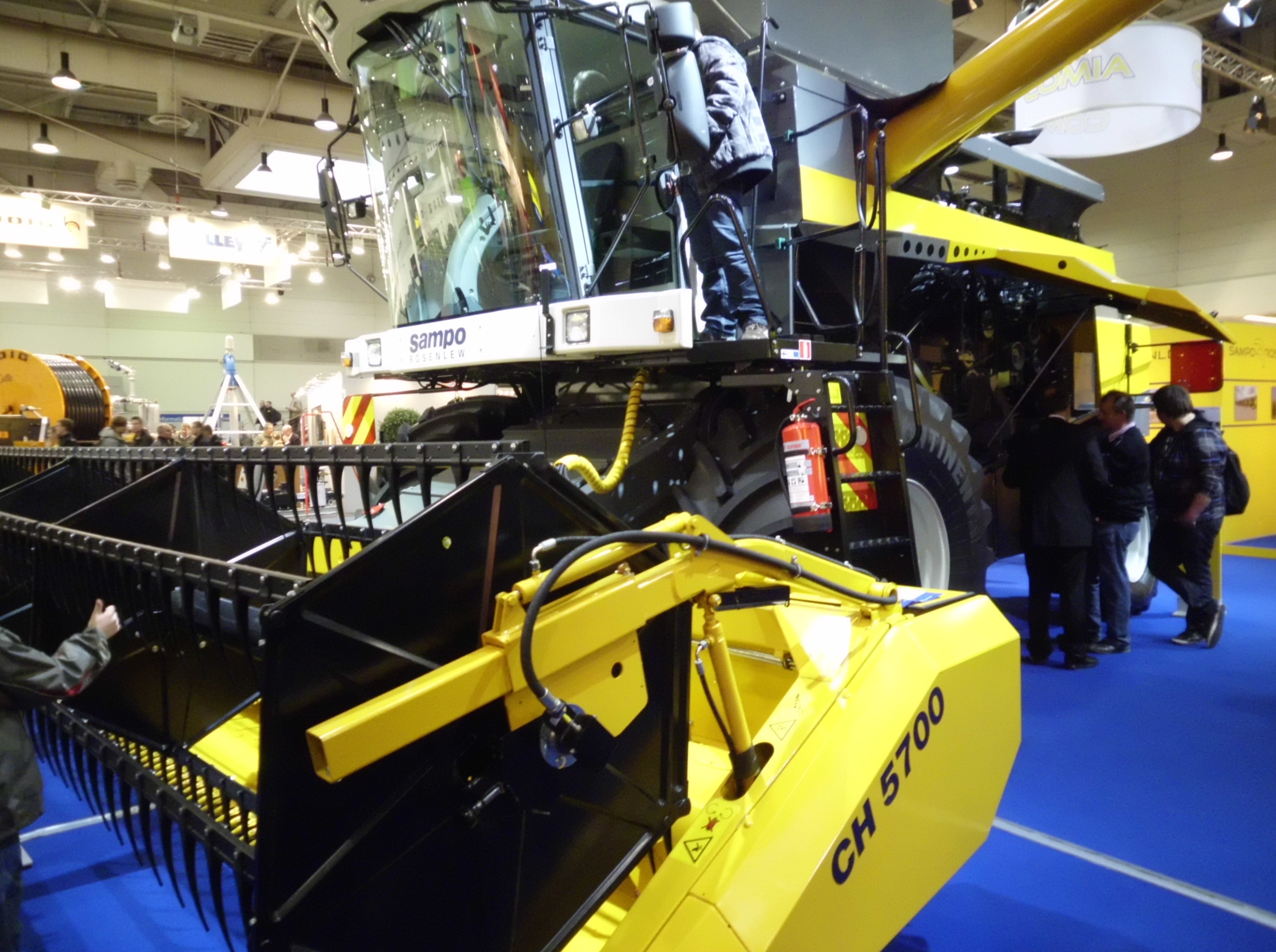
Frontansicht des Sampo Rosenlew 3085 Superior

Der 3085 Superior war ein Mähdrescher mittlerer Größe des finnischen Unternehmens Sampo Rosenlew. Der 3085 Superior war Teil der Sampo Rosenlew 3000-Serie und wurde zwischen 2007 und 2013 gebaut. Der Motor stammt von AGCO Sisu Power.

## Technische Daten
- Motorleistung: 276 PS
- Fassungsvermögen des Korntanks: 8100 Liter
- Arbeitsbreite des Schneidwerks: 5,1 m
- 6 vierstufige Schüttler mit einer Fläche von 6,30 Quadratmeter
- Siebfläche 4,50 Quadratmeter